# Štitarica (Vučitrn)
Pour les articles homonymes, voir Štitarica.
Shtitaricë en albanais et Štitarica en serbe latin (en serbe cyrillique : Штитарица) est une localité du Kosovo située dans la commune/municipalité de Vushtrri/Vučitrn et dans le district de Mitrovicë/Kosovska Mitrovica. Selon le recensement kosovar de 2011, elle compte 788 habitants, tous albanais.

## Démographie

### Évolution historique de la population dans la localité
| 1948 | 1953 | 1961 | 1971 | 1981 | 1991 | 2011 |
| ---- | ---- | ---- | ---- | ---- | ---- | ---- |
| 300  | 374  | 451  | 661  | 814  | 879  | 788  |

|  |